# Luis Vargas Peña
Luis Vargas Peña (Asunción, 1905 – 1994) è stato un calciatore paraguaiano, di ruolo attaccante.

## Carriera
Partecipò al Mondiale del 1930 con la Nazionale paraguaiana, in cui giocò due partite.